# Aleix Febas
Aleix Febas Pérez (Lérida, España, 2 de febrero de 1996) es un futbolista español que juega como centrocampista en el Elche C. F. de la Primera división de España.

## Trayectoria

### Categorías inferiores
Tras su paso de dos años por la Unió Esportiva Lleida, ingresó el 1 de julio de 2009 en las categorías inferiores del Real Madrid Club de Fútbol en su categoría Infantil A. El ojeador del Real Madrid Manolo Romero llevaba tiempo tras su incorporación.
Formado en la cantera blanca, siempre destacó por su precocidad, lo que le permitió estar en equipos superiores —a veces compaginando dos de ellos—, formándose por los diferentes equipos de la casa.
El ilerdense, jugador internacional en todas las categorías de cantera disputadas, fue en su día uno de los jugadores más destacados de La Fábrica. Gracias a su personalidad de líder, enamoró a los técnicos de las divisiones inferiores del Real Madrid, para los que fue siempre un jugador fundamental. Ya desde su llegada dejó patente su calidad y no hay mejor prueba de ello que al mes de su llegada, disputó con el Infantil A un torneo en Tudela y fue elegido mejor jugador del mismo.
Siendo juvenil de segundo año, fue jugador de pleno derecho del primer juvenil que por entonces entrenaba Luis Miguel Ramis y con el que marcó su gol más célebre: una espectacular volea desde treinta metros, cuando quedaban segundos de partido, ante el Nápoles en la Liga Juvenil de la UEFA (2014) evitando la tanda de penaltis y dando la clasificación a su equipo. Ese mismo año, el Juvenil A de Ramis ganó la fase regular, la Copa de Campeones, y estuvo muy cerca de hacer el triplete pero el Sevilla les privó de este honor en al arrebatarles el trofeo en la final de la Copa del Rey Juvenil, en la que Aleix marcó gol.

### Real Madrid C. F. "C" y Castilla
En su último año como juvenil, se decidió que lo mejor para su futuro era ascenderle al Real Madrid C. F. "C" (Tercera División) que por entonces entrenaba José Aurelio Gay, en donde dejó patente su calidad en multitud de encuentros, especialmente el disputado ante el A. D. Alcorcón "B".
Se mantuvo su ficha como juvenil lo que le permitió seguir jugando cuando resultaba necesario con el Juvenil A, participando de nuevo en la Liga Juvenil de la UEFA y especialmente en el tramo final de la temporada con el equipo de Luis Miguel Ramis, que disputaba el División de Honor de tú a tú con el análogo equipo juvenil del Rayo Vallecano. Finalmente, ese año no obtuvieron ningún título los pupilos de Ramis.
Terminada la campaña, ascendió al primer filial blanco que por entonces entrenaba Zinedine Zidane. Fue la primera experiencia del futbolista en la categoría de bronce del fútbol español, quien además por el cambio de normativa de la Liga Juvenil de la UEFA pudo volver a disputar la misma.
A mitad de temporada, en el mes de enero, Zinedine Zidane ascendió al primer equipo como técnico y fue sustituido por Luis Miguel Ramis que volvió a encontrarse con el jugador ilerdense. Ese año, el primer filial blanco logró la primera posición en un año espectacular. Sin embargo el equipo no lograría el ascenso por lo que mantuvo su categoría.
Aleix volvió a demostrar su compromiso y quiso continuar en el equipo blanco en la temporada 2016-17. Ese verano pudo realizar la pretemporada con el primer equipo debutando ante el Paris Saint Germain F. C.
Dicha campaña tuvo de entrenador a Santiago Solari que le dio, especialmente en la primera vuelta, el timón del equipo siendo de los jugadores más destacados. A pesar del nivel individual mostrado, el equipo blanco no cuajó un buen año no logrando la clasificación para los puestos de playoff.

### Zaragoza y Albacete
Terminada esta fase, y habiendo renovado la campaña anterior, el club decidió que lo óptimo para su desarrollo era cederle un año. Aleix contó con ofertas de Primera y Segunda División, pero su deseo era demostrar galones y que podía tener muchos minutos y liderar a un equipo, por lo que se mostró muy interesado por las ofertas del Real Zaragoza así como de la U. D. Almería, que entrenaba Luis Miguel Ramis, uno de sus principales valedores en la casa blanca.
Tras tomar una decisión harto complicada, el 11 de julio de 2017 fichó por el Real Zaragoza de la Segunda División de España en calidad de cedido por un año. En el equipo maño se convirtió en uno de los jugadores destacados, aunque no logró el ascenso a Primera División.
En julio de 2018 el Albacete Balompié, dirigido por Luis Miguel Ramis, alcanzó un acuerdo con el Real Madrid C. F. para obtener la cesión de Aleix Febas, quien llegaría al club manchego junto al también canterano merengue, Álvaro Tejero.
Desde su llegada al 'Alba', el técnico decide ubicarlo más retrasado en el campo, pasando de jugar en la media punta a ser uno de los encargados de elaborar el juego. Esa temporada el jugador experimenta un año de madurez, participando mucho más en la creación y siendo más solidario en defensa.

### Mallorca y Málaga
En julio de 2019 abandonó definitivamente la entidad madridista y firmó por cuatro años con el R. C. D. Mallorca. En dos temporadas y media con el conjunto bermellón, debutó en Primera División y disputó la cifra de 74 partidos antes de ser cedido el 7 de enero de 2022 al Málaga C. F. hasta el final de la temporada. Disputó 19 partidos en esos meses y en julio regresó tras haber rescindido su contrato con el R. C. D. Mallorca.
El 6 de julio de 2023, tras haber vivido un descenso a Primera Federación en Málaga, fichó por tres temporadas con el Elche C. F.

## Estadísticas

### Clubes
Actualizado al último partido disputado el 9 de febrero de 2025.
| Club                                  | Div.          | Temporada     | Liga  | Liga  | Liga   | Copas nacionales | Copas nacionales | Copas nacionales | Torneos internacionales | Torneos internacionales | Torneos internacionales | Total | Total | Total  |
| Club                                  | Div.          | Temporada     | Part. | Goles | Asist. | Part.            | Goles            | Asist.           | Part.                   | Goles                   | Asist.                  | Part. | Goles | Asist. |
| ------------------------------------- | ------------- | ------------- | ----- | ----- | ------ | ---------------- | ---------------- | ---------------- | ----------------------- | ----------------------- | ----------------------- | ----- | ----- | ------ |
| Real Madrid Castilla C. F. · España   | 2.ª B         | 2015-16       | 37    | 6     | 5      | –                | –                | –                | –                       | –                       | –                       | 37    | 6     | 5      |
| Real Madrid Castilla C. F. · España   | 2.ª B         | 2016-17       | 36    | 3     | 6      | –                | –                | –                | –                       | –                       | –                       | 36    | 3     | 6      |
| Real Madrid Castilla C. F. · España   | Total club    | Total club    | 73    | 9     | 11     | –                | –                | –                | –                       | –                       | –                       | 73    | 9     | 11     |
| Real Zaragoza · (cedido) · España     | 2.ª           | 2017-18       | 41    | 2     | 2      | 2                | 0                | 0                | –                       | –                       | –                       | 43    | 2     | 2      |
| Real Zaragoza · (cedido) · España     | Total club    | Total club    | 43    | 2     | 2      | 2                | 0                | 0                | –                       | –                       | –                       | 45    | 2     | 2      |
| Albacete Balompié · (cedido) · España | 2.ª           | 2018-19       | 40    | 3     | 3      | –                | –                | –                | –                       | –                       | –                       | 40    | 3     | 3      |
| Albacete Balompié · (cedido) · España | Total club    | Total club    | 40    | 3     | 3      | –                | –                | –                | –                       | –                       | –                       | 40    | 3     | 3      |
| R. C. D. Mallorca · España            | 1.ª           | 2019-20       | 29    | 0     | 3      | 3                | 2                | 0                | –                       | –                       | –                       | 32    | 2     | 3      |
| R. C. D. Mallorca · España            | 2.ª           | 2020-21       | 34    | 0     | 2      | 2                | 0                | 0                | –                       | –                       | –                       | 36    | 0     | 2      |
| R. C. D. Mallorca · España            | 1.ª           | 2021-22       | 4     | 0     | 0      | 2                | 0                | 0                | –                       | –                       | –                       | 6     | 0     | 0      |
| R. C. D. Mallorca · España            | Total club    | Total club    | 67    | 0     | 5      | 7                | 2                | 0                | –                       | –                       | –                       | 74    | 2     | 5      |
| Málaga C. F. · España                 | 2.ª           | 2021-22       | 19    | 2     | 1      | –                | –                | –                | –                       | –                       | –                       | 19    | 2     | 1      |
| Málaga C. F. · España                 | 2.ª           | 2022-23       | 41    | 0     | 1      | 2                | 0                | 0                | –                       | –                       | –                       | 43    | 0     | 1      |
| Málaga C. F. · España                 | Total club    | Total club    | 60    | 2     | 2      | 2                | 0                | 0                | –                       | –                       | –                       | 62    | 2     | 2      |
| Elche C. F. · España                  | 2.ª           | 2023-24       | 39    | 0     | 2      | 2                | 1                | 0                | –                       | –                       | –                       | 41    | 1     | 2      |
| Elche C. F. · España                  | 2.ª           | 2024-25       | 22    | 0     | 0      | 2                | 0                | 0                | –                       | –                       | –                       | 24    | 0     | 0      |
| Elche C. F. · España                  | Total club    | Total club    | 61    | 0     | 2      | 4                | 1                | 0                | –                       | –                       | –                       | 65    | 1     | 2      |
| Total carrera                         | Total carrera | Total carrera | 344   | 16    | 25     | 15               | 3                | 0                | –                       | –                       | –                       | 359   | 19    | 25     |
| 1.                                    |               |               |       |       |        |                  |                  |                  |                         |                         |                         |       |       |        |

### Selecciones
Actualizado al último partido disputado el 21 de marzo de 2013.
| Selección       | Temporada     | Amistosos | Amistosos | Amistosos | Europeo | Europeo | Europeo | Mundial | Mundial | Mundial | Total | Total | Total  |
| Selección       | Temporada     | Part.     | Goles     | Asist.    | Part.   | Goles   | Asist.  | Part.   | Goles   | Asist.  | Part. | Goles | Asist. |
| --------------- | ------------- | --------- | --------- | --------- | ------- | ------- | ------- | ------- | ------- | ------- | ----- | ----- | ------ |
| Sub-16 · España | 2012          | 2         | 0         | 0         | —       | —       | —       | —       | —       | —       | 2     | 0     | 0      |
| Sub-16 · España | Total sel.    | 2         | 0         | 0         | —       | —       | —       | —       | —       | —       | 2     | 0     | 0      |
| Sub-17 · España | 2012          | 4         | 0         | 0         | 3       | 0       | 0       | —       | —       | —       | 7     | 0     | 0      |
| Sub-17 · España | 2013          | 2         | 0         | 0         | 1       | 0       | 0       | —       | —       | —       | 3     | 0     | 0      |
| Sub-17 · España | Total sel.    | 6         | 0         | 0         | 4       | 0       | 0       | —       | —       | —       | 10    | 0     | 0      |
| Total carrera   | Total carrera | 8         | 0         | 0         | 4       | 0       | 0       | —       | —       | —       | 12    | 0     | 0      |
| 1.              |               |           |           |           |         |         |         |         |         |         |       |       |        |